# Dorcadion hellmanni
Dorcadion hellmanni là một loài bọ cánh cứng trong họ Cerambycidae.